# Leslie Wilson Johnson
Sir Leslie „Les“ Wilson Johnson (* 2. April 1916 in Western Australia; † 31. August 2000 in Sydney, New South Wales) war ein australischer Verwaltungsbeamter und Diplomat, der zwischen 1970 und 1973 Administrator des Territoriums Papua und Neuguinea sowie anschließend von 1973 bis 1974 Hochkommissar von Australien in Papua-Neuguinea war.

## Leben

### Aufstieg zum Administrator des Territoriums Papua und Neuguinea
Johnson begann seine Laufbahn als Verwaltungsbeamter in Papua-Neuguinea 1962, als er zum stellvertretender Direktor der Bildungsbehörde ernannt wurde. Nach seiner Ernennung zum Direktor der Bildungsbehörde wenige Monate später stellte er das dortige Bildungssystem sowie die Lehrerausbildung auf eine solide Grundlage und setzte sich intensiv für die Gründung der University of Papua New Guinea ein, deren Gesetzgebung er im Versammlungshaus er begleitete, so dass die Universität 1965 gegründet werden konnte.
Nachdem er 1966 Vize-Administrator wurde, erfolgte 1970 seine Ernennung zum Administrator des Territoriums Papua und Neuguinea. In dieser Funktion änderte er allmählich die bisherige Funktion eines Chefadministrators der australischen Verwaltung in die eines konstitutionellen Oberhauptes der Regierung Papua-Neuguineas. Sein Angebot der Beratung und Beistandschaft stieß jedoch auf Ablehnung auf der Gazelle-Halbinsel, die zur East New Britain Province gehörte. Er bemühte sich um Beilegung von Streitigkeiten, die durch die Rebellenorganisation Mataungan Association begonnen wurden. Diese blieb jedoch im Kampf mit der Territorialverwaltung bis zu den Wahlen zum Versammlungshaus 1972. Er vermied jedoch eine gewaltsame Lösung, die vom früheren Ständigen Sekretär des australischen Ministeriums für die auswärtigen Territorien, George Warwick Smith, gefordert wurde, um eine Kontrolle über alle Angelegenheiten in Papua-Neuguinea zu erreichen. Während seiner Zeit als Administrator arbeitete er eng mit seinem Vorgänger David Hay zusammen, der 1970 Nachfolger von George Warwick Smith als Ständiger Sekretär des Ministeriums für die auswärtigen Territorien geworden war. Dabei bemühte er sich um eine nachhaltige Verbesserung der Beziehungen zwischen Australien und Papua-Neuguinea.

### Hochkommissar und Botschafter
Nach Gewährung der Selbstverwaltung wurde Johnson am 1. Dezember 1973 Hochkommissar von Australien in Papua-Neuguinea und bekleidete diese Funktion ein Jahr lang bis zu seiner Ablösung durch Tom Critchley im März 1974.
Im Anschluss fungierte er zwischen 1974 und 1976 als Generaldirektor der Australischen Entwicklungshilfeagentur ADAA (Australian Development Assistance Agency) und wurde für seine Verdienste 1976 zum Officer des Order of the British Empire (CBE) ernannt. Im Anschluss erhielt er 1976 seine Akkreditierung als Botschafter in Griechenland und wurde zugleich Hochkommissar in Zypern. 1980 schied er aus dem diplomatischen Dienst aus und wurde in den Ruhestand verabschiedet.
Im Jahr 2000 wurde Johnson kurze Zeit vor seinem Tod zum Knight Commander des Order of the British Empire geschlagen und führte fortan den Namenszusatz „Sir“.